# La Garde (Var)
La Garde ist eine französische Gemeinde mit 26.316 Einwohnern (Stand 1. Januar 2022) im Département Var in der Region Provence-Alpes-Côte d’Azur.

## Geographie
La Garde liegt östlich von Toulon in einer ausgedehnten Tiefebene auf halbem Weg zwischen Toulon und Hyères im Einzugsgebiet der beiden Städte.

## Geschichte
Der Ort wurde im Jahr 1056 erstmals als Guarda erwähnt. Im 13. Jahrhundert war er ein Lehen der Bischöfe von Toulon, später unterstand er den Herren von Castellane, Glandevès und Thomas. Der Stadt Toulon diente er während des Mittelalters als Beobachtungsposten. Während der Hugenottenkriege im 16. Jahrhundert wurde La Garde mehrfach eingenommen, im Spanischen Erbfolgekrieg durch die Truppen des Herzogs von Savoyen im Rahmen der Belagerung Toulons vollständig verwüstet.
Im Jahr 1894 wurde Le Pradet von La Garde losgelöst und zu einer selbständigen Gemeinde erhoben.

## Bevölkerung
Seit Beginn der 1960er-Jahre verzeichnete die Gemeinde ein starkes Bevölkerungswachstum. Bis zum Ende des 20. Jahrhunderts vervierfachte sich die Einwohnerzahl auf über 25.000.
| Jahr        | 1968  | 1975   | 1982   | 1990   | 1999   | 2007   | 2017   |
| ----------- | ----- | ------ | ------ | ------ | ------ | ------ | ------ |
| Bevölkerung | 9.629 | 15.506 | 19.805 | 22.412 | 25.329 | 25.551 | 25.126 |

## Wirtschaft
Ein traditioneller Wirtschaftszweig des Ortes ist der Andesitabbau für die Straßenbepflasterung Toulons. In der landwirtschaftlichen Produktion werden Gemüse und Zwiebeln angebaut. Die Qualitätsweine aus La Garde zählen zur AOC Côtes de Provence.

## Partnerschaften
Partnergemeinden von La Garde sind Spa in der belgischen Region Wallonien und Montesarchio in der italienischen Region Kampanien.

## Persönlichkeiten
- Jean Aicard (* 1848 in Toulon; † 1921 in Paris) Dichter und Dramatiker, Mitglied der Académie française wohnte von 1864 an in La Garde in der Villa „Les Lauriers roses“. Das Haus wurde zum Treffpunkt zeitgenössischer Berühmtheiten: Michelet, Emile Ollivier, Frédéric Mistral, Edouard Schuré, Ernest Reyer, Gaston Bonnier, Pierre Loti, Mme Juliette Adam, Charles Richet, Antoine Alballat, Monseigneur Jean Calvet, Paul Gaultier und Edme Tassy.
- Michel Zunino (* 1889 in Toulon; † 1958 in La Garde), französischer Politiker und Résistance-Kämpfer, langjähriger Bürgermeister der Stadt.

## Nachweise
1. ↑  INSEE – Dossier complet: Commune de la Garde
2. ↑  Website La Garde – Jumelage